# Arandis
Arandis – miasto w Namibii; w regionie Erongo; port lotniczy; 5 214 mieszkańców (2011). 